# 天皇 (三皇)

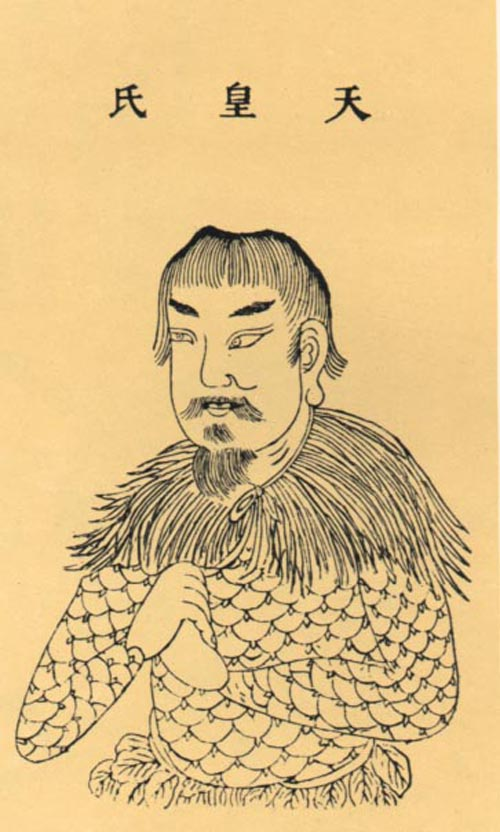
天皇。「三才図会」より。

天皇（てんこう）は、道教及び中国神話における神。

## 概要
三皇または天地人三才である天皇・地皇・人皇の一つ。
北極星を神格化した北辰五至尊の一つである天皇大帝とは異なる。
天地創造の神である元始天王が、太元聖母と気を通じることによって生まれたとされる。
『三才図会』の想像図では、外観上ほぼ人間と同じ（髭を生やした顔）であるが、体は鱗で覆われており（首と手首にはない）、地皇は部分的に鳥の肉体を有し、人皇に至ってはほぼ蛇として描かれていることからも、三皇の中で最も人に近い姿として描かれている。